# CAP teorém
CAP teorém je věta z oblasti teoretické informatiky. Je nazýván též Brewerův teorém podle Erica Brewera, který jej popsal v roce 1999.
Tvrdí, že pro distribuovaný datový sklad není možné poskytovat více než dvě záruky z těchto tří:
- konzistence (Consistency): každé čtení vrátí buď výsledek posledního zápisu, nebo chybu
- dostupnost (Availability): na každý dotaz přijde (nechybová) odpověď
- odolnost k přerušení (Partition tolerance): systém funguje dál i v případě, že dojde ke zdržení či ztrátě části zpráv v rámci sítě

Jinými slovy CAP teorém říká, že v případě výpadku části sítě je potřeba si zvolit mezi konzistencí a dostupností. Pozor, konzistence je zde definována zcela jinak než u databázové transakce (ACID).